# Resolución 24 del Consejo de Seguridad de las Naciones Unidas
La resolución 24 del Consejo de Seguridad de las Naciones Unidas fue aprobada el 30 de abril de 1947, tras haber examinado la petición de la República de Hungría (posteriormente denominada República Popular de Hungría y desde 1989 de nuevo República de Hungría) para poder ser miembro de las Naciones Unidas. En esta resolución, el Consejo recomendó a la Asamblea General la aceptación de Hungría como miembro.
Esta resolución se adoptó por 10 votos a favor. Australia optó por la abstención.